# 小嶋紗代
小嶋 紗代（こじま さよ、1994年10月15日 - ）は京都府亀岡市出身のファッションモデル。2010年度ミス日本グランプリ決定コンテストで準ミスに選ばれた。

## 芸能活動
- 2010年 15歳にしてミス日本グランプリ決定コンテストで準ミスに選ばれる。
- 2012年 MARC BY MARC JACOBSとVOGUE girlの共同オーディションに合格し、モデルデビュー。[1]
- 2014年 fleamadonna2014年春夏コレクション、NOZOMI ISHIGURO tambourine2014年春夏コレクション発表会にモデルとして出場。